# Carlo Di Giusto (giornalista)
Carlo Di Giusto (Palmanova, 25 marzo 1968) è un giornalista italiano. È iscritto all'Ordine dei giornalisti professionisti dal 7 ottobre 1996.

## Biografia
Nasce nel 1968, unico figlio di Franca Venuti e Mario Di Giusto. Si diploma al liceo scientifico “XXV Aprile” di Portogruaro e prosegue gli studi seguendo il corso post-diploma di Fotografia all’Istituto Europeo di Design di Milano. Con la giornalista Ilaria Brugnotti, nel 2013, ha un figlio: Mattia.

### Gli Inizi
Una volta terminati gli studi e assolto l’obbligo di leva, prova a coniugare la passione per le automobili con quella per la fotografia per trasformarle in una professione: nel 1990 inizia a collaborare con una piccola agenzia fotografica, Ancar Foto, e pubblica le prime fotografie su AutoCapital.
Un anno più tardi inizia la collaborazione con il mensile Auto d’Epoca di Treviso, per il quale esegue svariati servizi fotografici sia durante gli eventi sia per i servizi e per le copertine.

### Gli Anni a Ruoteclassiche
Nei primi anni Novanta, è una presenza pressoché costante nelle più importanti manifestazioni e competizioni per auto storiche in Italia e in Europa.
Nell’estate del 1993, viene chiamato a Ruoteclassiche per coprire gli eventi sportivi per automobili d’epoca. Circa sei mesi dopo, nel febbraio del 1994, viene assunto all’Editoriale Internazionale Milano, l’allora casa editrice della testata Ruoteclassiche, su volontà dal direttore Marco Centenari. Le sue mansioni prevedono sin dall’inizio la realizzazione di servizi fotografici e la redazione di articoli sia sulle manifestazioni sia sulle vetture storiche.
Negli anni successivi, dà vita alla testata Gareclassiche, un giornale nel giornale dedicato al mondo degli eventi per auto storiche, con tanto di report, classifiche, prove su strada, interviste. Nasce dapprima come inserto poi, grazie al crescente apprezzamento, Gareclassiche diventa un fascicolo separato di 64 pagine allegato alla rivista.

### Alle Prove su Strada di Quattroruote
Il 1 febbraio 1999 lascia Ruoteclassiche per approdare a Quattroruote, allora diretto da Mauro Coppini, nella redazione "Prove su strada". Da allora, guida e prova tutte le automobili che vengono lanciate sul mercato, sviluppa la sua spiccata propensione alla guida e accumula esperienza con ogni tipo di vettura, dalle utilitarie alle supercar. Sotto la direzione di Mauro Tedeschini, oltre alle automobili, dal 2005 si occupa anche di elettronica di consumo e dei primi navigatori satellitari portatili, che in quel periodo si stanno affacciando sul mercato.
Nel 2006 partecipa, con il collega del TG5, Claudio Della Seta, alla seconda tappa - da San Pietroburgo a Ekaterinburg - del viaggio organizzato dalla Mercedes-Benz da Parigi a Pechino.
Nell'estate del 2007, in occasione del decimo anniversario della morte di Lady Diana Spencer, simula sulla pista ASC di Vairano di Vidigulfo l'incidente del 31 agosto 1997, guidando in stato di ebbrezza, come l'autista di Al Fayed, una  video e ai contributi per il sito internet di Quattroruote.
Nel 2008 è uno dei primi giornalisti dell’auto a seguire dal vivo il Ces di Las Vegas e sale per la prima volta a bordo di un prototipo General Motors a guida autonoma”.
Nello stesso anno, al volante di una Ferrari 612 Scaglietti, percorre oltre 1.000 km in India, da Mumbai a Bangalore, nel Magic India Discovery Tour organizzato dalla Casa di Maranello. In questo periodo, gli orizzonti professionali si allargano anche all’attività video e ai contributi per il sito internet di Quattroruote.
In totale, dal 1999 al 2010 firma per Quattroruote circa 200 prove su strada.

### Dalla carta al web e poi il ritorno alla carta stampata
Nel febbraio del 2010, il direttore Tedeschini e il condirettore Carlo Cavicchi gli assegnano la responsabilità della redazione internet e la qualifica di caposervizio.
Nel settembre del 2011, va a Trollhättan, in Svezia, per realizzare un reportage sulle difficoltà della Saab. Nel giugno del 2013, il direttore Cavicchi lo promuove a caporedattore.
Nel giugno del 2014, Di Giusto modera il convegno organizzato da National Instruments sul tema “L’auto connessa: ridefinire la validazione e il test delle smart car”, nel corso del quale tiene un discorso sugli “Automobilisti connessi e il loro rapporto con la tecnologia.
Alla fine del 2015, il direttore Gian Luca Pellegrini gli propone di tornare al giornale per occuparsi di temi di attualità: alla fine di marzo dell’anno successivo lascia la guida del sito e da allora condivide con il collega caporedattore Emilio Deleidi la responsabilità della prima parte del giornale, senza tuttavia cessare di occuparsi di prodotto.
Nel giugno del 2016, modera in inglese il dibattito di National Instruments sull’argomento “Smart Vehicles: ridefinire le strategie di test e validazione per le auto connesse.
Dal mese di settembre 2017 è tornato alla redazione Prove su strada.
Dal febbraio 2018 al novembre 2022 è stato vice direttore di Top Gear Italia (fino al 2019), Ruoteclassiche, AutoItaliana e Youngtimer. Nel 2019, assieme al suo direttore David Giudici e all'art director Roberto Bettoni, crea la nuova edizione di AutoItaliana, un quadrimestrale di passione, stile e cultura automobilistica. 
Dopo quasi trent'anni, lascia l'Editoriale Domus alla fine del mese di novembre 2022.

### Nascono la CDG Heritage Srl e Connecting Classics
Il 12 gennaio 2023, intraprende la sua carriera di imprenditore, fondando dapprima la CDG Heritage Srl, società unipersonale per la creazione di contenuti per ogni piattaforma di comunicazione nel settore automotive e, il 25 dello stesso mese, insieme ad altri due soci, di Connecting Classics, società per l'intermediazione nella compravendita di automobili classiche e da collezione. 
Oggi sua attività di giornalista e di fotografo prosegue con le testate automobilistiche di Aci Editore, L'Automobile, L'AutomobileClassica e Youngclassic. Nel novembre 2022 e nell'aprile 2023 ha organizzato gli eventi Dirt Experience sulla pista di autocross di Romano Canavese (TO) e ha successivamente fondato il Registro Italiano Porsche Cayenne.

## Pubblicazioni
Nel 2002 scrive con Manuela Piscini il volume di 224 pagine della collana Quattroruote Passione Auto, “Porsche, la storia, la tecnica, l’epopea sportiva.
All’inizio del dicembre 2010, esce il suo secondo libro sulla Porsche, il primo volume della collana Le Grandi Storie dell’Auto frutto della collaborazione tra Quattroruote e La Gazzetta dello Sport.
Partecipa, con la sua intervista a Jutta Benz, pronipote di Karl Benz (l’inventore dell’automobile), al libro fuori commercio Profili d’Eccellenza, pubblicato dall’Editoriale Domus in occasione del Quattroruote Day del 2012.
Nell’ottobre del 2016, nell’ambito della collana Passione Quattroruote, realizza prima un volume dedicato esclusivamente alle Porsche a quattro cilindri, poi, qualche mese più tardi, il libro sulle Abarth stradali, realizzato a quattro mani con Emilio Deleidi.